# 哈森 (北达科他州)
哈森（英語：Hazen），是美国北达科他州下属的一座城市。根据2010年美国人口普查，该市有人口2,411人。2011年估计该市有人口2,417人，相对于2010年，增长率为0.25%。